# Der Gefangene der Botschaft (Fernsehfilm)
Der Gefangene der Botschaft ist ein Schweizer Fernsehfilm von Nicolas Gessner aus dem Jahre 1964.

## Handlung
Eine Gruppe sibirischer Bauern sucht in der amerikanischen Botschaft in Moskau Zuflucht, da sie aufgrund ihrer religiösen Überzeugung in der Sowjetunion verfolgt werden. Aus politischen Gründen möchte der Botschafter die Leute wieder wegweisen, was dem Kardinal und Erzbischof von Mohilew zu Ohren kommt, der sich seit Jahren ebenfalls in der Botschaft aufhält. Als er sie unter Lebensgefahr begleiten will, kommt es zur Auseinandersetzung mit dem Botschafter, der das verhindern will.

## Hintergrund
Die Condor Film AG von Heinrich Fueter realisierte diese Produktion im Auftrag des Schweizer und deutschen Fernsehens. Edzard Schaper schrieb das Drehbuch nach seinem eigenen Buch, das sich am Schicksal des ungarischen Kardinals József Mindszenty orientierte. Für Nicolas Gessner war es der erste Langspielfilm. Neben Mathias Wieman und Willy Birgel, die die Hauptrollen verkörperten, standen eine Reihe weiterer Darsteller aus dem Schauspielhaus Zürich zur Verfügung.
Die Dreharbeiten fanden im Februar 1964 in Zürich statt.
Zur Erstausstrahlung kam es am 22. März 1964 in der ARD und am 23. März 1964 im DRS.